# 迪基希
迪基希（德語：Diekirch，[ˈdiːkɪʁç]，[dikiʁʃ]，[ˈdikʀəɕ] ⓘ）是卢森堡东北部的的一个具有城市地位的市镇，位于绍尔河畔，是迪基希县的首府。